# Ekbockar
Ekbockar (Cerambyx) är ett skalbaggssläkte om cirka 30 arter i familjen långhorningar. Arterna i släktet är de flesta över 5 centimeter långa och i princip helt svarta.
I Europa finns sju arter och i Sverige finns två arter av detta släkte: större ekbock (C. cerdo) och mindre ekbock (C. scopolii). 
De kännetecknas av att pannspröten hos hannen är mycket längre än kroppen och hos honan lika långa som kroppen. Pannsprötslederna är förtjockade vid spetsen. Täckvingarna är långa, vid basen mycket bredare än halssköldens bakre rand. Halsskölden är ojämn på ovansidan. 